# Регионален исторически музей (Смолян)
Вижте пояснителната страница за други значения на Регионален исторически музей.
Регионалният исторически музей „Стою Шишков“ в Смолян е създаден през 1935 г. Той е най-старият и най-големият в Средните Родопи и е част от Стоте национални туристически обекта.
Има огромен фонд, който включва намерените исторически, археологически и културни артефакти от древността до днес в планината Родопи. Фондът наброява близо 150 000 музейни единици, към които и тези от спомагателен фонд и документи от научен и технически архив плюс библиотечен фонд. В музея има просторни фоайета за временни изложби. Сградата на музея е специално построена и има изключително красива гледка към града и родопските върхове Перелик, Карлък и Соколица.
В музейната експозиция на площ от 2000 m² са изложени предмети от археологията, историята, бита и културата на родопчани, оригинални произведения на изкуството с културно-историческо значение. Най-ранните предмети са преди средния палеолит (100 000 – 70 000 г. пр. Хр.). Музеят има и богат фотоархив от негативи, позитиви и дигитални изображения, както и ордени и медали, представящи наградната система на България – дарение от полк. Райчо Харбалиев. В музея може да се види с много детайли типичната древна традиция на българите – кукерството.
Постоянната експозиция „Културно-историческото наследство от древността до наши дни“ е представена в два раздела: археология, включваща „Праистория“, „Траки“ и „Средновековие“, и етнография с експозиции „Обреден реквизит“, „Традиционни родопски занаяти: ковачество, медникарство, тъкачество“, „Родопска архитектура и дюлгерство“ и „Традиции и съвременност“.